# Електронна армія Ірану
Електронна армія Ірану (перс. ارتش سایبری ایران) — група іранських хакерів, імовірно пов'язана з урядом Ірану, хоча сам уряд заперечує цей зв'язок . За повідомленням газети  Guardian, ця група склала присягу на вірність  вищому керівникові Ірану.
За повідомленнями онлайнового видання Tehran Bureau, план створення «електронної армії Ірану» був розроблений корпусом  вартових ісламської революції в 2005 році. Електронна армія Ірану взяла на себе відповідальність за кілька кібератак, проведених через Інтернет з 2009 року, зокрема, проти Baidu і  Twitter.
У 2012 році група хакерів, які заявили про себе як «Ластівки» (перс. پرستو), зламала сервери  МАГАТЕ. Експертами з інфобезпеки висловлювалося припущення, що за цією атакою стояла «електронна армія Ірану».
У 2013 році генерал корпусу вартових ісламської революції заявив, що Іран має «4-ту в світі за своїми можливостями кіберармію». Ця заява була підтверджена ізраїльським інститутом досліджень національної безпеки (Institute for National Security Studies (Israel)).